# Häns
Les Häns, Hän, Hans, Hwëch'in ou Han Hwech'in (qui signifie « peuple de la rivière », soit le fleuve Yukon) constituent un peuple autochtone du Canada et de l'Alaska. Ils font partie du groupe ethnolinguistique de langue athapascane. Leurs terres traditionnelles étaient centrées dans une zone densément boisée autour du cours supérieur du fleuve Yukon (Chu Kon'Dëk), de la rivière Klondike (Tr'on'Dëk), du ruisseau Bonanza (Gàh Dëk) et de la rivière Sixtymile (Khel Dëk) et chevauchant ce qui est maintenant la frontière entre l'Alaska et le Yukon. Plus tard, la population hän s'est concentrée à Dawson et à Eagle.

## Étymologie
Le nom Hän ou Han est un raccourcissement de leur propre nom Hwëch'in / Han Hwech'in, et du mot gwich'in Hangʷičʼin pour les Hän, tous deux signifiant littéralement « les gens de la rivière, soit en l'espèce, le fleuve Yukon ». Ce mot a été orthographié différemment au cours de l'histoire et selon les différents ouvrages comme Hankutchin, Han-Kootchin, Hun-koo-chin, Hong-Kutchin, An Kutchin, Han Kutchin, Han-Kutchín, Hăn-Kŭtchin´, Hän Hwëch'in et Hungwitchin.
Les Hän étaient souvent confondus avec un autre groupe de Gwich'in, en tant que partie intégrante des Dagoo Gwich'in / Tukudh Gwich'in et des Teetł'it Gwich'in / Teetl'it Zheh Gwich'in. Les commerçants français appelaient les Hän : Gens du fou, Gens de Fou, Gens de Foux, Gens des Foux, ou Gens-de-fine . Le nom Gens de Foux (et ses variantes) a également été utilisé pour désigner les Tutchones du Nord. Les Hankutchin étaient alors appelés Gens de Bois ou Gens des Bois, en association avec leur territoire forestier.

## Histoire
Les Häns étaient l'un des derniers groupes athapascans du Nord à avoir des contacts avec les peuples européens. En 1851, Robert Campbell de la Compagnie de la Baie d'Hudson est le premier Blanc connu à entrer sur le territoire des Häns, lorsqu'il voyage de Fort Selkirk à Fort Yukon. Ce n'est qu'en 1873 et 1874 (après l'achat de l'Alaska par les États-Unis) que deux postes de traite sont installés. L'un est établi par Moses Mercier, un ancien employé de la Compagnie de la Baie d'Hudson, à Belle Isle de l'autre côté de la rivière Eagle . L'autre, Fort Reliance, est établi au Yukon, juste en aval de l'embouchure de la rivière Klondike, près de Dawson, par deux commerçants de la Alaska Commercial Company. Le commerce avec les Blancs déclenche le passage de l'économie traditionnelle de chasse et de pêche des Häns à une économie de piégeage pour les fourrures, car leur dépendance aux produits européens, tels que les armes à feu, les vêtements et les toiles augmente, particulièrement entre 1887 et 1895.

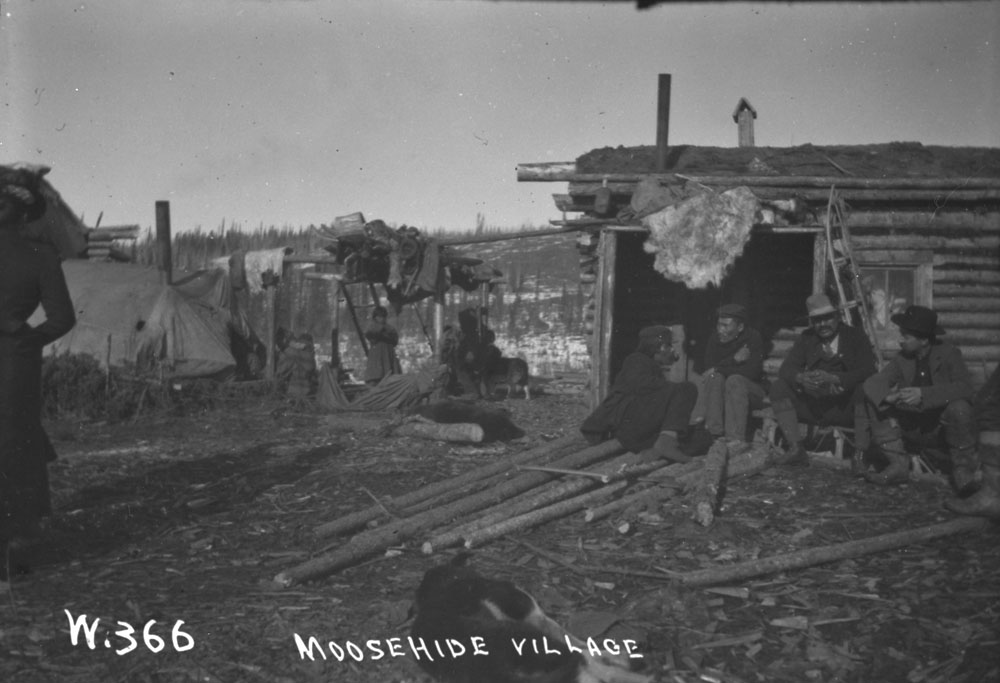
Village de Moosehide près de Dawson City, en 1900.

Après que la première mission de l'Église anglicane ait été établie sur le territoire hän, la population s'est éloignée progressivement de leur spiritualité traditionnelle. Ils l'ont plutôt combinée avec le christianisme d'une manière syncrétique. Les Häns subissent une mortalité élevée au cours de plusieurs épidémies de nouvelles maladies infectieuses, contre lesquelles ils n'avaient aucune immunité.

## Culture

### Alimentation
Historiquement, le poisson, en particulier le saumon, constituait la partie principale du régime alimentaire des Häns. Le saumon royal était pêché le long du fleuve Yukon en juin et le saumon kéta en août. Les outils de pêche comprenaient des barrages, des pièges, des filets maillants, des épuisettes, des lances et des harpons. Le saumon était séché et stocké pour la consommation hivernale.
Entre les remontées de saumons, soit de juin à septembre, les camps de pêche sont abandonnés. Les hommes Häns recherchaient d'autres poissons, l'orignal, le caribou, des oiseaux, l'ours et le petit gibier. Les hommes chassaient le gibier (une fois après la montaison du saumon et plus tard le caribou en février et mars) alors que les femmes pêchaient (les poissons autres que le saumon). Les femmes cuisinaient traditionnellement à la pierre bouillante dans des paniers tressés en racine d'épinette.

### Habitation
Une maison carrée semi-encastrée était faite de poteaux en bois et d'un isolant en mousse. Elle servait d'habitation principale.
Lors de leurs déplacements, les Häns érigeaient des maisons temporaires en forme de dôme constituées de peaux tendues sur des branches.

## Langue
La langue hän est très similaire au Gwich'in. Elle est plus éloignée du haut tanana et du Tutchone du Nord. La langue a été utilisée comme lingua franca par les peuples Gwich'in, Tutchone, Tagish et Tanana vers la fin du 19e siècle pendant la ruée vers l'or au Yukon. La langue est maintenant la langue la plus menacée de l'Alaska, avec seulement quelques locuteurs (tous ont plus de 60 ans). La langue peut avoir des origines anciennes dans la région, soit du début de l'Holocène. 